# Vladan Lukić
Vladan Lukić (ur. 16 stycznia 1970 w Sopocie) – serbski piłkarz występujący na pozycji napastnika. Wcześniej reprezentant Jugosławii.

## Kariera klubowa
Lukić karierę rozpoczynał w 1987 roku w zespole Crvena Zvezda. W 1988 roku wywalczył z nim mistrzostwo Jugosławii. W następnych latach wraz z klubem zdobył jeszcze trzy mistrzostwa Jugosławii (1990, 1991, 1992), Puchar Jugosławii (1990), a także wygrał rozgrywki Pucharu Mistrzów w 1991 roku.
Na początku 1993 roku Lukić odszedł do hiszpańskiego Atlético Madryt grającego w Primera División. Występował tam do końca sezonu 1992/1993. Następnie wrócił do Jugosławii, gdzie grał w Vojvodinie Nowy Sad oraz OFK Beograd. W 1994 roku został graczem hiszpańskiego drugoligowca, CA Marbella. Po sezonie 1994/1995 wrócił do OFK Beograd. Tym razem spędził tam rok.
W 1996 roku przeszedł do szwajcarskiego FC Sion. W sezonie 1996/1997 zdobył z nim mistrzostwo Szwajcarii oraz Puchar Szwajcarii. W 1997 roku odszedł do francuskiego FC Metz. W Ligue 1 zadebiutował 8 lutego 1997 w wygranym 1:0 meczu Olympique Lyon, w którym strzelił także gola. W sezonie 1997/1998 Lukić wywalczył wraz z Metz wicemistrzostwo Francji.
W 1999 roku przeniósł się do greckiego Paniliakosu, gdzie w 2000 roku zakończył karierę.

## Kariera reprezentacyjna
W reprezentacji Jugosławii Lukić zadebiutował 8 sierpnia 1991 zremisowanym 0:0 meczu turnieju Memorial Pier Cesare Baretti z Czechosłowacją. 30 października 1991 w przegranym 1:3 towarzyskim pojedynku z Brazylią strzelił pierwszego gola w kadrze. W drużynie SFR Jugosławii rozegrał 4 spotkania i zdobył 2 bramki. W 1998 roku dwukrotnie zagrał także w reprezentacji Serbii występującej pod szyldem Jugosławii.